# Суханово (городской округ Кашира)
Суханово — деревня в городском округе Кашира Московской области.

## География
Находится в южной части Московской области на расстоянии приблизительно 14 км на юг по прямой от железнодорожной станции Кашира.

## История
Известна с 1578 года как деревня с 3 дворами, владение Петра Протасова. В 1677 году здесь был открыт погост с Николаевской церковью, после чего деревня стала называться селом Перцем, Сухановым тож. В середине XVIII века церковь была упразднена и село снова стало деревней. До 2015 года входила в состав сельского поселения Базаровского Каширского района.

## Население
Постоянное население составляло 3 человека в 2002 году (русские 100 %), 2 в 2010.